# Kepler-12
Kepler-12 — звезда, которая находится в созвездии Дракона на расстоянии около 1956 световых лет от нас. Вокруг звезды обращается, как минимум, одна планета.